# Талшик
Талшик (каз. Талшық) — село, административный центр Акжарского района Северо-Казахстанской области Казахстана. Административный центр Талшикского сельского округа. Код КАТО — 593430100.
Расположен к югу от областного центра города Петропавловск на берегу реки Шат.
Вблизи села проходит автомобильная дорога А-13 «Кокшетау — Бидайык (Казахстано-Российская граница)».

## Население
В 1999 году население села составляло 4074 человека (1991 мужчина и 2083 женщины). По данным переписи 2009 года, в селе проживали 3754 человека (1834 мужчины и 1920 женщин).
На начало 2019 года, население села составило 3679 человек (1834 мужчины и 1845 женщин).

## История
Основан в 1962 году в связи со строительством железной дороги Кокчетав — Кызылту.
11 июня 1964 года село Талшик отнесено к категории городского посёлка.
С 1974 по 1997 год являлся административным центром Ленинского района Кокчетавской (Кокшетауской) области, пока тот не был переименован в Акжарский район и передан в Северо-Казахстанскую область в связи с упразднением Кокшетауской области.
24 декабря 2002 года совместным решением Северо-Казахстанского областного маслихата и акима области городской посёлок Талшик преобразован в село.